# Zephyrarchaea
Zephyrarchaea es un género de arañas de la familia Archaeidae. Son conocidas como arañas asesinas o arañas pelícano, y se distribuye en la parte occidental de Australia donde habita en lugares costeros y ventosos.

## Especies
- Zephyrarchaea austini Rix & Harvey, 2012
- Zephyrarchaea barrettae Rix & Harvey, 2012
- Zephyrarchaea grayi Rix & Harvey, 2012
- Zephyrarchaea janineae Rix & Harvey, 2012
- Zephyrarchaea mainae (Platnick, 1991)
- Zephyrarchaea marae Rix & Harvey, 2012
- Zephyrarchaea marki Rix & Harvey, 2012
- Zephyrarchaea melindae Rix & Harvey, 2012
- Zephyrarchaea porchi Rix & Harvey, 2012
- Zephyrarchaea robinsi (Harvey, 2002)
- Zephyrarchaea vichickmani Rix & Harvey, 2012